# Luigi Capello
Luigi Attilo Capello (Intra, 1859. június 21. – Róma, 1941. június 25.) olasz tábornok. Az első világháborúban hibái hozzájárultak caporettói áttörés sikeréhez, amely során a tengelyhatalmak áttörték az olasz frontvonalat és megindultak az Olasz Királyság belseje felé. A háború után csatlakozott a fasiszta mozgalomhoz, majd kiábrándulva részt vett az 1925-ös Mussolini elleni, sikertelen merényletben. Ezt követően bebörtönözték, majd 1936-ban gyenge egészségi állapotára való tekintettel szabadon bocsátották.

## Élete
Luigi Attilo Capello 1859. június 21-én született Intrán. 1878-ban elvégezte a torinói katonai akadémiát és előléptették alhadnaggyá. Katonai tanulmányait ezt követően is folytatta és folyamatos előléptetéseinek köszönhetően 1910-re elérte a vezérőrnagyi rendfokozatot. Az olasz–török háború során egy dandár vezetésével bízták meg a líbiai hadszíntéren. Az első világháború kitörésekor kinevezték a 25. hadosztály élére, a III. hadsereg szektorában. 1915 őszén pedig ismét előléptették és altábornagy lett. Ezt követően a Gorizia előtt állomásozó VI. hadtestet vezette, amellyel azonban csak részleges sikereket ért el. Ennek során 1916-ban összetett átkaroló hadműveletet hajtott végre Gorizia térségében. Ezután egy időre az isonzói-fronttól távolabb látott el szolgálatot, majd Luigi Cadorna ellenében kinevezték a goriziai zóna főparancsnokának.
1917 júniusától átvette a II. hadsereg parancsnokságát, amely az Isonzónál - a goriziai zónát beleértve - teljesített szolgálatot. A rendelkezésére álló hadsereggel támadást indított és a tizenegyedik isonzói csata során elfoglalta a Bainsizza-fennsíkot. Az osztrák–magyar tolminói hídfőállás ellen intézett támadás azonban összeomlott, valamint San Gabriele elfoglalása sem sikerült. Politikai kapcsolatai és szabadkőművessége miatt személye kritikákat váltott ki. Ezt jelentős aktivitással próbálta ellensúlyozni. 
A taktikai újításokat figyelemmel kísérte és nemzetközi szinten is az egyik legfelkészültebb olasz katonai parancsnoknak tartották. Az általa vezetett II. hadsereget azonban az agresszív, megalkuvást nem tűrő vezetési stílusa és a rossz pozíciója miatt a monarchia hadserege a caporettói áttörés során meglepte és elsöpörte. Capello megromlott egészségi állapotára való tekintettel csak részlegésen vett részt a visszavonulás irányításában. 1918 februárjában, a caporettói áttörés kivizsgálása után, felmentették a parancsnokság alól.
A vizsgálat szerint ő volt a vereség egyik főfelelőse, így 1919-ben visszavonult. A háború után csatlakozott a fasiszta mozgalomhoz, de hamarosan egyre jobban eltávolodott a kormánytól és Benito Mussolinitól annak a szabadkőművesellenes politikája miatt, amelyben személyesen is érintett volt. Ugyancsak visszataszítónak tartotta Giacomo Mateotti szocialista képviselő meggyilkolását. Mindezek hozzájárultak ahhoz, hogy támogassa Tito Zanibonit a Mussolini ellen intézett 1925-ös, sikertelen merényletben. Letartóztatták és 30 év börtönbüntetésre ítélték. 1936-ban egészségi állapotára való tekintettel szabadon bocsátották. 1941. június 25-én hunyt el Rómában.